# Dimorphanthera beccariana
Dimorphanthera beccariana là một loài thực vật có hoa trong họ Thạch nam. Loài này được (Koord.) J.J.Sm. mô tả khoa học đầu tiên năm 1914.